# Mjory
Mjory (vitryska: Мёры) är en stad i Belarus.   Den ligger i voblasten Vitsebsks voblast, i den norra delen av landet, 190 km norr om huvudstaden Horad Mіnsk. Mjory ligger 146 meter över havet och antalet invånare är 8 052.

## Natur och klimat
Terrängen runt Mjory är mycket platt. Runt Mjory är det glesbefolkat, med 17 invånare per kvadratkilometer.. Det finns inga andra samhällen i närheten. 
Trakten runt Mjory består till största delen av jordbruksmark.  Trakten ingår i den hemiboreala klimatzonen. Årsmedeltemperaturen i trakten är 4 °C. Den varmaste månaden är juli, då medeltemperaturen är 18 °C, och den kallaste är februari, med −14 °C.